# Phoenicoprocta atripennis
Phoenicoprocta atripennis är en fjärilsart som beskrevs av Embrik Strand 1920. Phoenicoprocta atripennis ingår i släktet Phoenicoprocta och familjen björnspinnare. Inga underarter finns listade i Catalogue of Life.